# Schinia trifascia

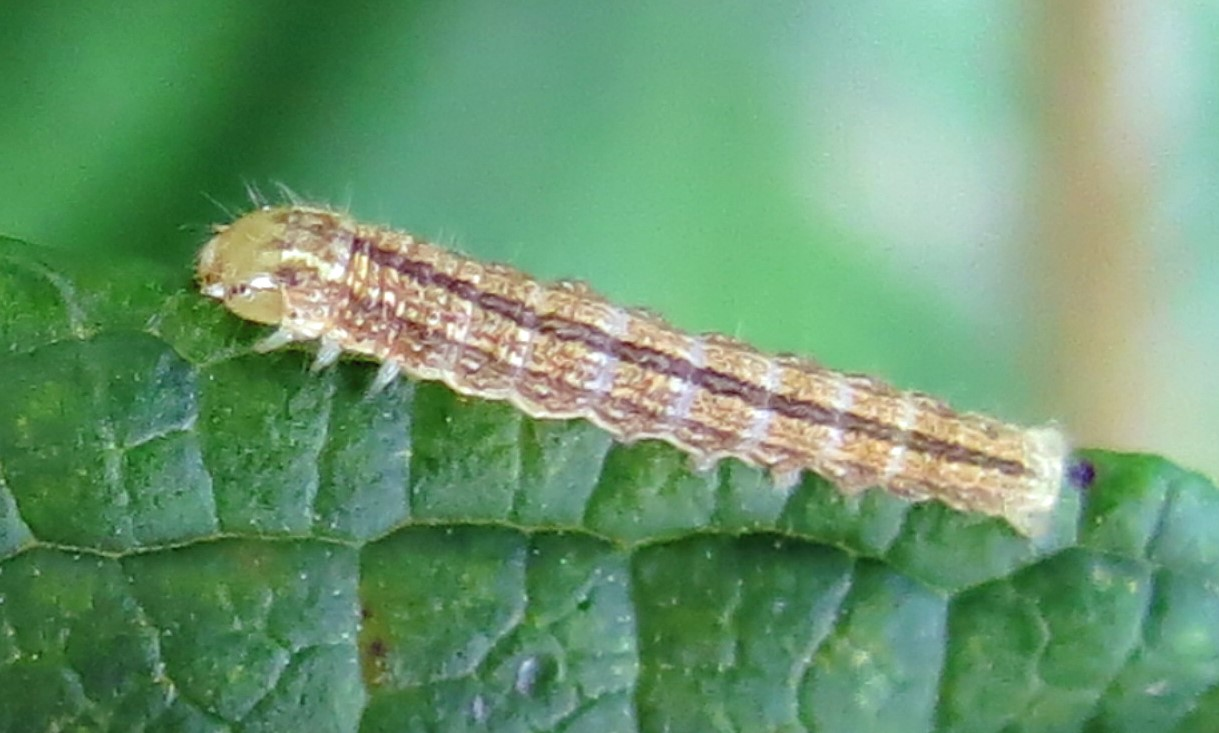
Raupe

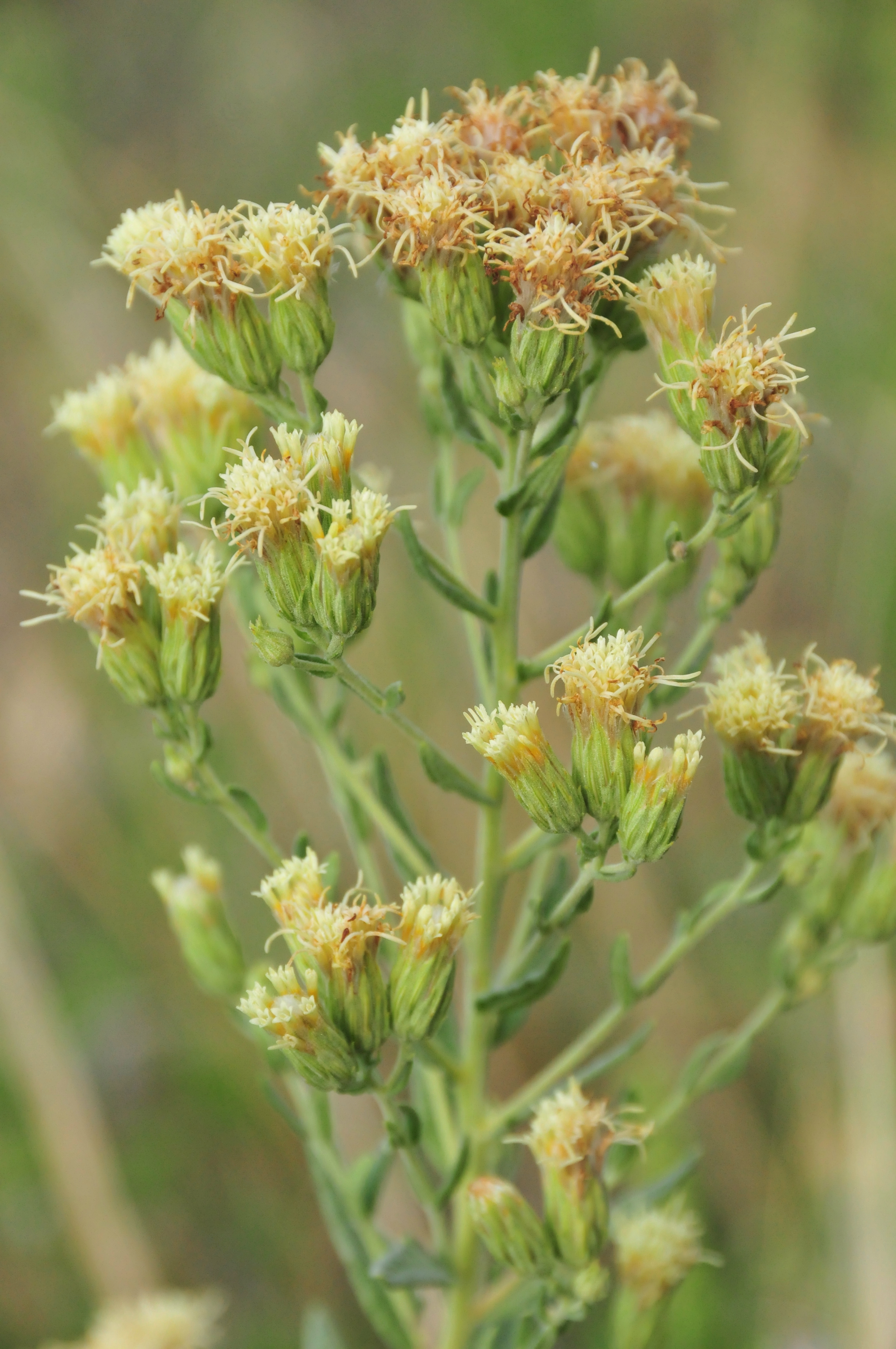
Brickellia eupatorioides, eine Nahrungspflanze der Raupen

Schinia trifascia ist ein in Nordamerika vorkommender Schmetterling (Nachtfalter) aus der Familie der Eulenfalter (Noctuidae).

## Merkmale

### Falter
Die Falter erreichen eine Flügelspannweite von 20 bis 31 Millimetern. Zwischen den Geschlechtern besteht farblich ein geringer Unterschied. Die Grundfarbe der Vorderflügeloberseite variiert bei beiden Geschlechtern von blassgrün über olivgrün bis hin zu bräunlich grün. Arttypisch sind drei milchig weiße Querstreifen auf der Vorderflügeloberseite, deren innerer die Basalregion bogenförmig oder spitzwinkelig begrenzt. Der mittlere sowie der äußere Querstreifen verlaufen sehr gerade. Ring- und Nierenmakel sind nicht erkennbar. Der Saumbereich ist leicht verdunkelt. Die Hinterflügeloberseite der Männchen ist einfarbig und zeichnungslos weißlich, bei den Weibchen hingegen in Richtung Saum stark verdunkelt. Der Thorax ist schopfartig behaart.

### Raupe
Ausgewachsene Raupen haben meist eine bräunliche, zuweilen auch grünliche Farbe. Die Rückenlinie ist dunkelbraun oder dunkelgrün. Über die Körperoberfläche erstreckt sich eine mehr oder weniger stark ausgebildete dunkle Marmorierung. Die Kopfkapsel ist gelblich oder grünlich.

### Ähnliche Arten
- Die Falter von Schinia accessa unterscheiden sich durch kleine schwarzbraune Pfeilflecke, die sich in der Diskal- und Postdiskalregion der Vorderflügeloberseite abheben.
- Die ähnlich gezeichneten Falter von Schinia grandimedia und Schinia oleagina unterscheiden sich durch mehr zu Brauntönungen neigenden Farben auf den Flügeloberseiten.

## Verbreitung und Vorkommen
Schinia trifascia kommt im Südosten Kanadas sowie im Osten und der Mitte der Vereinigten Staaten vor. Das Verbreitungsgebiet erstreckt sich von Ontario im Norden bis Texas im Westen sowie bis Florida im Süden. Die Art bewohnt bevorzugt feuchte Gegenden, in denen die Wirtspflanze wächst.

## Lebensweise
Die Falter sind nachtaktiv. Sie fliegen in einer Generation zwischen Juli und Oktober. Ihre Hauptflugzeit umfasst die Monate August und September. Nachts besuchen sie künstliche Lichtquellen. Die Raupen leben an Eupatorieaearten, in erster Linie an Eupatorium sessilfolium oder Brickellia eupatorioides. Bevorzugt ernähren sie sich von den Blüten und Samen ihrer Wirtspflanzen.

## Gefährdung
Die Art ist in ihren Vorkommensgebieten verbreitet und meist nicht selten. Von der in den USA ansässigen NatureServe-Organisation wird sie deshalb als „Secure“ (gesichert, nicht gefährdet) eingestuft.